# Neil Strauss

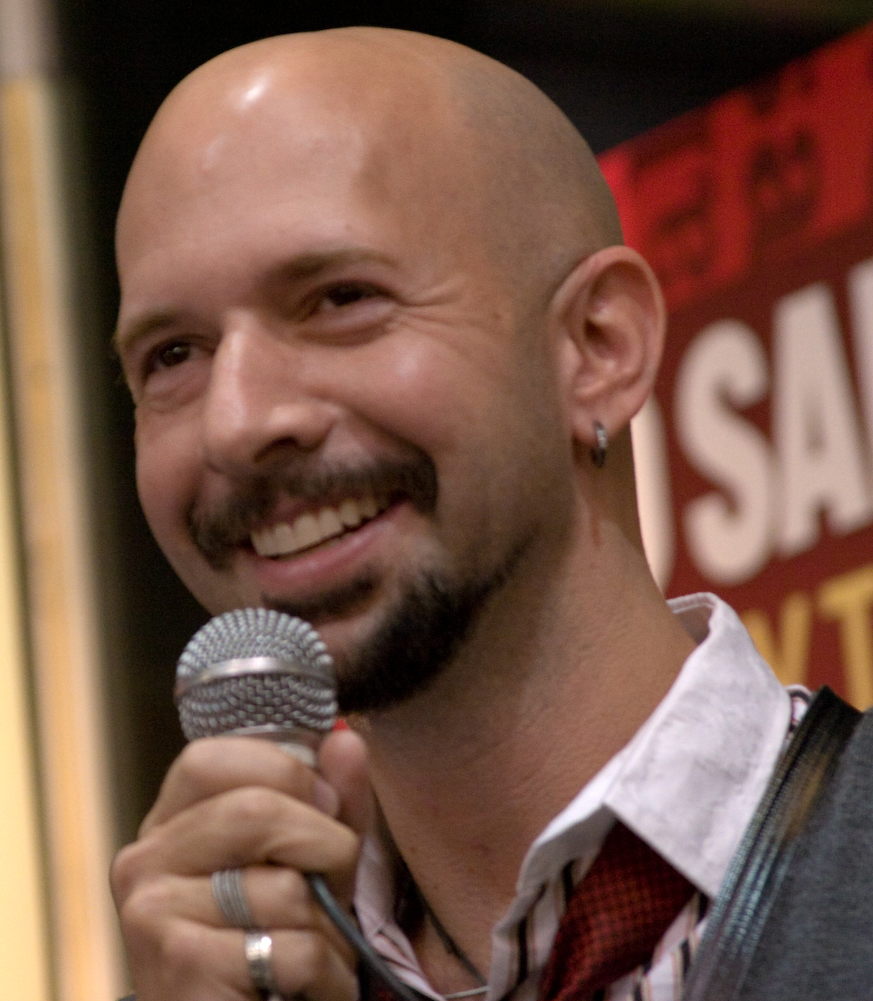
Neil Strauss (2009)

Neil Strauss (* 9. März 1969) ist ein US-amerikanischer Journalist und Autor, der für die New York Times und den Rolling Stone schreibt.

## Leben
Im deutschen Sprachraum wurde er mit seinem Buch Die perfekte Masche (original: The Game) bekannt, welches sich mit seinen Erfahrungen in der sich entwickelnden Pickup-Community befasst. In der Community ist er als „Style“ bekannt.
Durch den Erfolg seines Buches Die perfekte Masche, das als autobiografischer Roman angelegt ist, stieg seine Bekanntheit und die Anzahl der Anfragen nach Pickup-Coachings. Als Konsequenz erschien 2007 Rules of the Game (deutsch „Der Aufreisser“, 2008), welches zum Großteil als Sachbuch angelegt ist und dem Leser ein 30-Tage-Programm zur Entwicklung zum sog. Pickup-Artist verspricht.
Für den Rolling Stone schrieb er Geschichten über Stars wie Kurt Cobain, Madonna, Tom Cruise, Orlando Bloom, den Wu-Tang Clan, Gwen Stefani und Marilyn Manson.
Für seine Berichterstattung gewann er den ASCAP Award.

## Buchveröffentlichungen (Auszug)
- Marilyn Manson und Neil Strauss: The Long Hard Road Out Of Hell. Hannibal Verlag, 2012, ISBN 978-3-85445-407-6 (Originaltitel: The Long Hard Road Out Of Hell, 1998)
- Neil Strauss und Mötley Crüe: The Dirt: Sie wollten Sex & Drugs & Rock'n Roll - Die aberwitzige Geschichte von Mötley Crüe. Hannibal Verlag, ISBN 3-85445-214-4, (Originaltitel: The Dirt: Confessions of the World's Most Notorious Rock Band, 2001)

- Neil Strauss: Die perfekte Masche: Bekenntnisse eines Aufreißers. Ullstein Taschenbuch, 2007, ISBN 978-3-548-36946-4 (Originaltitel: The Game.).

- Neil Strauss: Der Aufreisser: So kriegt Mann jede Frau rum. Ullstein Taschenbuch, 2008, ISBN 978-3-548-37230-3 (Originaltitel: Rules of the Game.).

- Neil Strauss: Im Whirlpool mit Marilyn Manson, auf Drogen mit Madonna und im Bett mit… Die legendären Interviews. Riva Verlag, München 2012, ISBN 978-3-86883-193-1 (Originaltitel: Everyone loves you when you`re dead.).

- Neil Strauss: Die nackte Wahrheit: Von der erregenden Kunst, treu zu sein. Heyne Verlag, 2017, ISBN 978-3-453-27117-3 (Originaltitel: The Truth: An Uncomfortable Book About Relationships.).